# Enicospilus grandiflavus
Enicospilus grandiflavus là một loài tò vò trong họ Ichneumonidae.